# CXCL1
CXCL1 ist ein Zytokin aus der Familie der CXC-Chemokine.

## Eigenschaften
CXCL1 wird unter anderem von Makrophagen, Neutrophilen und Epithelzellen gebildet. CXCL1 bindet Neutrophile an Orten der Entzündung. CXCL1 ist an der Entwicklung des Rückenmarks (hemmt dort die Wanderung der Oligodendrozyten-Vorläuferzellen), der Angiogenese, der Entzündung, der Wundheilung und der Entstehung von Tumoren beteiligt.
CXCL1 ist mitogen und an der Pathogenese von Melanomen beteiligt.
CXCL1 wird durch den Rezeptor CXCR2 gebunden. Das CXCL1-Gen liegt in einem Gen-Cluster mit Genen von anderen CXC-Chemokinen.